# Eublemma pergrata
Eublemma pergrata là một loài bướm đêm trong họ Erebidae.